# Abradasikatte, Holalkere
Abradasikatte là một làng thuộc tehsil Holalkere, huyện Chitradurga, bang Karnataka, Ấn Độ.